# Violeta Luna (performer)
Violeta Luna (Ciudad de México) es una performer, artista visual, activista y actriz multidisciplinaria mexicana. Su labor artística comprende con la interdisciplina, teatro, performance y el activismo, que la han llevado a transgredir y converger en esas fronteras críticas estéticas conceptuales. Ha colaborado con el colectivo La Pocha Nostra.

## Trayectoria profesional
Es licenciada en actos del Centro Universitario de Teatro de la UNAM y la Casa del Teatro. Ha realizado talleres tanto en Latinoamérica como en Ruanda, Egipto, Nueva Zelanda, Japón, Canadá y Estados Unidos y por supuesto México. En esas acciones se ha desarrollado como artista “solista”, al igual que también ha tenido interacciones en Jam / Performaticos con la tropa de la Pocha Nostra y Secos & Mojados, ambas sedes en la ciudad de San Francisco, California.
Como activista es miembro del Proyecto Magdalena: Red Internacional de Mujeres y Cultos Latinos (NALAC) National Association of Latino Arts and Cultures.[cita requerida]
Entre sus acciones más relevantes se distinguen: “Requiem for a Lost Land”, “Frida”, “NK603: Acción para el intérprete y e-Maíz”, “Apuntes sobre la Frontera” y un sinfín de acciones junto a La Pocha Nostra.

## Estilo
Para Violeta el cuerpo es el terreno donde confronta y nos lleva a visualizar todas esas crisis sociales y humanas que precisamente en estos tiempos ha sido una parte medular en su obra y su constante crítica política debate con acciones poniendo así énfasis en esa ausencia de un humanismo en la posmodernidad. El trabajo con el cuerpo, cerdos descuartizados, sangre, hilos, la magia del ritual, el sacrificio, la vida y la muerte, el mundo globalizado, el maíz transgénico, los feminicidios, todos esos elementos decadentes, son usados en sus acciones transgrediendo con magia y poesía un folclor nacional agonizante, esos elementos ella los reconstruye y los confronta desde el escenario.
En su obra cuestiona la globalización que nos ha provocado un automatismo de lo cotidiano que lo refleja dentro una coreografía teatral poética, su cuerpo es el terreno del diálogo entre esas dos fronteras, poniendo énfasis en cuestionar las diversas identidades del lábaro icono mexicano versus la transculturización.[cita requerida]
Violeta resignifica su identidad, su apoyo confrontador para las mujeres, en diversos programas de ayuda social y legal involucrándolos desde el performance, donde su cuerpo desnudo es su propia acción de lucha.[cita requerida]